# Rolf Bernhard
Rolf Bernhard (Frauenfeld, Suiza, 13 de diciembre de 1949) es un atleta suizo retirado especializado en la prueba de salto de longitud, en la que consiguió ser subcampeón europeo en pista cubierta en 1982.

## Carrera deportiva
En el Campeonato Europeo de Atletismo en Pista Cubierta de 1982 ganó la medalla de plata en el salto de longitud, con un salto de 7.83 metros, tras el alemán Henry Lauterbach (oro con 7.86 metros) y por delante del italiano Giovanni Evangelisti (bronce con 7.83 metros).